# Antoni Cerdan Moreno
Antoni Cerdan Moreno (Blanes, 1955) és un artista plàstic català. Es va formar amb l'escultor gironí Carreras, Teresa Bedós i Domènec Fita i també va assistir a la Facultat de Belles Arts de Barcelona. Ha dissenyat punts de llibre, cartells i escenografies d'obres de teatre. D'entre els seus dissenys destaca la figura de bronze del premi Quillat de fotografia i vídeo.
El 1983 va fer una exposició juntament amb Joaquim Serrano i Bou a la Casa Saladrigas, un espai on el 2014 va exposar la seva obra sota el nom de De la necessitat a la llibertat. En 1987 va incorporar-se al grup Salt al buit, amb Carles Piqueras, Joaquim Pijoan i Pere Vilaldama, amb qui va co-protagonitzar diverses exposicions a finals de la dècada de 1980.